# Poor Things (roman)
Poor Things: Episodes from the Early Life of Archibald McCandless M.D., Scottish Public Health Officer este un roman al scriitorului scoțian Alasdair Gray, publicat în 1992. A fost distins în același an cu Premiul Whitbread și Premiul Guardian Fiction.

## Rezumat
Personajul principal al romanului este Bella Baxter. Nu se cunosc multe amănunte despre identitatea sau trecutul ei. Misterul este amplificat de autobiografia soțului ei, Archibald McCandless, Episode from the Early Life of a Scottish Public Health Officer, în care acesta denaturează adevărul despre viața lui cu Bella. El afirmă că Bella a fost, de fapt, un cadavru reanimat de colegul lui, savantul excentric Godwin Baxter, care. în acest proces, a înlocuit creierul Bellei cu cel al fetusului ei nenăscut, de unde și comportamentul ei infantil. Godwin o crease pentru a fi partenera lui, însă apetitul ei sexual o îndeamnă să caute alți bărbați, printre care și McCandless sau un avocat fanfaron pe nume Duncan Wedderburn. Acesta din urmă o poartă într-o odisee hedonistă prin Europa, Africa de Nord și Asia Centrală.
În continuare, Bella (sau Victoria) respinge această narațiune și sugerează că sărmanul ei soț prostuț a inventat această poveste influențat de motivele gotice și romantice specifice epocii. Ceea ce este susținut și de prezența preponderentă a elementelor specifice romanului Frakenstein al autoarei Mary Shelley.
Toate aceste documente istorice fictive sunt precedate de o introducere realizată de un anume Alasdair Gray, care se prezintă drept editorul următorului text și relatează descoperirea acestor hârtii de către prietenii săi din viața reală, Michael Donnelly și Elspeth King. Tot aici este inclusă și o critică la adresa modului în care Consiliul local din Glasgow abordează greșit patrimoniul cultural local prin neglijența de care dă dovadă în ceea ce privește muzeul istoric local. De asemenea, este menționat pe scurt anul 1990, când Glasgow a fost desemnat Capitala Europeană a Culturii, subiect ce a fost abordat pe larg în alt roman al său, Something Leather. 

## Receptare critică
Considerat de criticii de la London Review Books un roman „magnific de spiritual, amuzant, murdar și inteligent”, Poor Things este o deviere de la stilul obișnuit al autorului de a reda realismul și fantezia din Glasgow. Totuși, narațiunea sa victoriană reproduce caracteristicile literare ale lui Gray în ceea ce privește inegalitatea socială, discrepanțele din cadrul relațiilor, amintirilor și identității de sine.
În această versiune fantastică se ascunde un adevăr înspăimântător despre cum percep bărbații femeile. Gray abordează tema delicată a bărbatului nesigur de masculinitatea sa și devenit vulnerabil prin nevoia de a se confesa. O frescă victoriană, Poor Things oferă două variante diferite despre originile unei femei pe nume Bella McCandless: varianta senzațională a soțului ei, în care Bella este experimentul unui savant din dorința de a crea femeia-copil perfectă, sau varianta Bellei, în care ea contrazice toate cele afirmate în versiunea anterioară și pledează pentru dreptul ei de a fi o femeie reală.
Criticii de la The Times au catalogat romanul lui Gray drept o foarte amuzantă satiră feministă despre femeia perfectă, care are un creier de copil.
Romanul este scris într-o manieră încântătoare, de multe ori bidimensională. Gray acordă mare atenție detaliilor victoriene din cartea sa, precum fântânile publice, decorul domestic, costumele specifice epocii, elemente care conferă narațiunii textură. Ceea ce împrospătează și luminează rigiditatea victoriană este fantasmagoria personajelor sale.

## Adaptare cinematografică
Romanul a fost adaptat cinematografic de către regizorul Yorgos Lanthimos, după un scenariu de Tony McNamara. Din distribuție fac parte: Emma Stone, Mark Ruffalo, Willem Dafoe, Ramy Youssef, Christopher Abbott, Kathryn Hunter și Jerrod Carmichael. Lansarea în cinematografe a avut loc pe 8 decembrie 2023.